# Bryan Mantia
 (février 2017).
Si vous disposez d'ouvrages ou d'articles de référence ou si vous connaissez des sites web de qualité traitant du thème abordé ici, merci de compléter l'article en donnant les références utiles à sa vérifiabilité et en les liant à la section « Notes et références ».
Bryan Mantia, surnommé Brain, né le 4 février 1963 à Cupertino, est un batteur et percussionniste de hard rock.

## Biographie
Il a joué avec le groupe Praxis, Primus (pour les albums Brown album, Rhinoplasty en 1998 et Antipop en 1999), Tom Waits (album Bone Machine, entre autres), Buckethead, Godflesh et Guns N' Roses (sur l'album Chinese Democracy). En 2006, durant la tournée européenne de Guns N' Roses, la femme de Brian Mantia met leur premier enfant au monde. Le batteur choisit de se retirer momentanément. C'est Frank Ferrer qui prendra sa place pour finir la tournée. Mantia jouera ensuite sur quelques morceaux de l'album Elect the Dead de Serj Tankian, chanteur de System of a Down.
Il compose des musiques de film et de jeux vidéo avec Melissa Reese.
Le 6 août 2021, Guns N' Roses sort un nouveau single intitulé Absurd dans lequel on retrouve le jeu de batterie de Brain ce qui est d'ailleurs étonnant puisqu'il ne fait plus partie du groupe depuis 2006.